# Annemarie Buntrock
Annemarie Buntrock (* 19. April 1923 in Mülheim an der Ruhr) ist eine deutsche Lyrikerin und Grafikerin, die vor allem Gedichte veröffentlicht.

## Leben
Annemarie Buntrock wurde 1923 in Mülheim-Raadt geboren. Von 1948 bis 1980 war sie als kaufmännische Angestellte tätig, danach arbeitete sie als freischaffende Autorin, Malerin und Grafikerin. 1978 erschien ihr erster Lyrikband Und lässt das Saumtier trinken. Ihr zweiter Band Stadien zur Stillwerdung wurde zwei Jahre später veröffentlicht. Danach erschienen bis ins Jahr 2002 in unregelmäßigen zeitlichen Abständen zahlreiche weitere Gedichtbände.
Neben den lyrischen Einzelpublikationen, häufig nebst Grafiken der Künstlerin, erschienen Annemarie Buntrocks Werke auch in verschiedenen Jahresbänden, Anthologien und Fachzeitschriften.
Annemarie Buntrock lebt in Essen.

## Werke
- 1978: Und lässt das Saumtier trinken (Gedichte), R. G. Fischer Verlag
- 1980: Stadien zur Stillwerdung (Gedichte), R. G. Fischer Verlag
- 1981: Unnahbar nah (Gedichte), Bovenden: Verl. Zum Halben Bogen
- 1981: Kennwort Schwalbe (Gedichte), R. G. Fischer Verlag
- 1984: Das Ohr an der Wurzel (Gedichte), Berlin: Atelier/Edition Ad Absurdum Burkart
- 1987: Im Sanddorn verfangen üb' ich Widerstehen (Gedichte), Berlin: Atelier/Edition Ad Absurdum Burkart
- 1992: Zwischen Moräne und Woge (Gedichte), Essen: Bacht
- 1997: Logbuch ins Abseits (Gedichte), Essen: Bacht
- 2000: Wie eine Feder auf der Dünung (Gedichte), Essen: Bacht
- 2002: An den Schläfen der Erde (Gedichte), Essen: Bacht